# Навандиш, Мухаммад Юнус
Мухаммад Юнус Навандиш (Узбекская / дари محمديونس نوانديش) — Мэр Кабула во времена президентства Афганистана Хамидом Карзаем в январе 2010 года. Во время своего пребывания в должности мэр инициировал агрессивную программу муниципальных улучшений улиц, парков, озеленения, сбора доходов, экологического контроля и управления твердыми отходами.
В его усилиях по муниципальной реформе проект USAID «Городская инициатива Кабула», Всемирный банк, японское правительство JICA и другие международные доноры помогли ему в создании муниципального потенциала, улучшении предоставления услуг и инфраструктуры, а также увеличении муниципальных доходов для более чистого и зелёного Кабула.
Навандиш также является членом Ученого совета Кабульского политехнического университета и Кабульского университета . Он является членом двух неправительственных организаций: Ассоциации инженеров и архитекторов Афганистана и Союза инженеров Афганистана и Америки. Навандиш также является нынешним президентом Общества афганских архитекторов и инженеров (SAAE).
Поначалу Навандиш не хотел быть мэром Кабула из-за некоторых трудностей: его день начинается в пять утра и обычно заканчивается примерно в час следующего утра. Он склонен к навязчивой ходьбе, иногда преодолевает до 10 км (шесть миль) в день. Мэр известен как ночная птица. Он часто осматривает улицы Кабула по ночам, когда жители города крепко спят. Г-ну Навандишу удалось увеличить доход Кабула на миллионы долларов за время своего пребывания в должности — в основном за счет налогов с розничной торговли, налогов на бизнес, рекламы и налогов на имущество и бизнес. Он также регулярно посещает Вашингтон, Москву и Стамбул. Одна из главных целей мэра сейчас — это его продолжающаяся кампания по удалению незаконных магазинов, зданий и незаконно припаркованных тележек с улиц и тротуаров города.

## Биография
Мухаммад Юнус Навандиш имеет тридцатилетний опыт работы в нефтегазовом и энергетическом секторах Афганистана. Он работал менеджером афганского департамента по переработке газа Министерства горнодобывающей промышленности и промышленности (MMI) с 1979 по 1981 год; в качестве советника Министерства иностранных дел с 1984 по 1988 год; инженер-нефтяник (MMI) с 1989 по 1992 год; и в качестве профессора инженерии в Университете Балха на севере Афганистана с 1992 по 1994 год. Во время режима талибов (1998—2001) мэр проживал за пределами Афганистана.
С 2001 по 2005 год занимал должность заместителя министра водных ресурсов и энергетики Афганистана. С 2005 года он руководил новыми проектами строительства и реабилитации в сфере производства, передачи и распределения энергии в условиях конфликта.
Он разработал крупнейший проект электроэнергетики в Афганистане — Северную систему электропередачи, которая обеспечивает электроэнергией Афганистан из Узбекистана. От имени правительства Афганистана он координировал проекты в энергетическом секторе на сумму более 500 миллионов долларов в сотрудничестве с Азиатским банком развития, USAID, Европейским союзом, Всемирным банком и правительствами Индии, Ирана, Туркменистана, Таджикистана и Южной Кореи. Он работал старшим советником в финансируемом Агентством США по международному развитию проекте по реабилитации газовых месторождений Шебергана.

## Личная жизнь и образование
Мухаммад Юнус Навандиш имеет степень бакалавра нефтяной инженерии в Политехническом университете Кабула и степень магистра в области добычи и распределения газа в Украине. Женат, имеет 6 детей.

## Достижения и награды
Мэр Кабула был приглашен на Конференцию мэров США (USCM) в качестве специального гостя в 2011 году. Он является первым в Афганистане золотым медалистом по участию общественности, который был награждён гражданами Кабула. Газета Christian Science Monitor приветствовала его, как «способного мэра и хозяйственника Кабула: некоторые видят модель для современного афганского политика». Его также называют «Строителем Кабула».
В 2012 году Мухаммад Юнус Навандиш был выбран в число 16 лучших мэров мира Высшим институтом международных исследований и исследований развития в Женеве, Швейцария, и он был выбран в пятерку лучших мэров среди всех 16 мэров других стран.

### Положения
Заставляет иностранных доноров платить за все, от уличных фонарей на солнечных батареях и общественных туалетов до автобусных сетей и путепроводов. Они его строят, он называет это.
Привнес в этот ранее неуправляемый, разбомбленный город политическую политику на высшем уровне.
Почти не имея налоговых поступлений, он нашел что-то полезное, чтобы сказать сотням городских агентств по оказанию помощи: «Постройте мне то, что прослужит 10 лет».